# Leslie O’Brien, Baron O’Brien of Lothbury
Leslie Kenneth O’Brien, Baron O’Brien of Lothbury GBE PC (* 8. Februar 1908 in Dulwich, London; † 24. November 1995 in Redhill, Surrey) war ein britischer Bankier, der zwischen 1966 und 1973 Gouverneur der Bank of England war und ab 1973 als Life Peer Mitglied des House of Lords war.

## Leben
O’Brien wurde nach dem Besuch der Wandsworth School 1927 Angestellter der Bank of England und verbrachte dort seine gesamt berufliche Laufbahn bis 1973. Nachdem er zwischen 1951 und 1955 zunächst stellvertretender Hauptkassierer war, fungierte er von 1955 bis 1962 als Hauptkassierer (Chief Cashier). Im Anschluss war er zwischen 1962 und 1964 Geschäftsführender Direktor (Executive Director) und danach stellvertretender Gouverneur.
1966 wurde O’Brien als Nachfolger von Rowland Baring, 3. Earl of Cromer schließlich selbst Gouverneur der Bank of England und bekleidete diese Funktion bis zu seiner Ablösung durch Gordon Richardson 1973. 1967 wurde er als Knight Grand Cross des Order of the British Empire geadelt und führte fortan den Namenszusatz „Sir“. Darüber hinaus wurde er 1970 auch Privy Councillor.
Während seiner Amtszeit als Gouverneur der Bank of England musste 1967 des Pfund Sterling eine erneute Abwertung erfolgen, weil das Land im Welthandel zurückgefallen war und sich deshalb seine Zahlungsbilanz über Jahre hinweg verschlechtert hatte. Am 18. November 1967 verlor das Pfund Sterling 17 Prozent an Wert, da die britische Regierung deflationäre Maßnahmen, die der Internationale Währungsfonds für eine Ausweitung der Kreditvergabe verlangte, nicht akzeptieren wollte. Die Abwertung des Pfund Sterling und der enorme Wertverlust des US-Dollars gegenüber dem Goldstandard führten Anfang der 1970er Jahre zum endgültigen Zusammenbruch des Bretton-Woods-Systems.
1971 verzichtete die Bank of England auf das Instrument der Kreditplafondierung, erhielt dafür aber jenes der Mindestreserve. Am 15. Februar 1971 wurde das seit dem 9. Jh. bestehende, auf dem karolingischen Münzsystem beruhende englische Münzsystem durch das international übliche Dezimalsystem ersetzt. Ein Pfund Sterling unterteilt sich seitdem in 100 Pence.
Nach Beendigung seiner Tätigkeit als Gouverneur der Bank of England wurde er durch ein Letters Patent vom 14. März 1973 als Baron O’Brien of Lothbury, of the City of London, zum Life Peer im Sinne des Life Peerages Act 1958 erhoben. Er dadurch auf Lebenszeit Mitglied des House of Lords. Während dieser Zeit war er von 1973 bis 1980 Präsident der Vereinigung britischer Bankiers (British Bankers’ Association).